# James Shea
James William Shea (Islington, 1991. június 16. –) angol–ír nemzetiségű  profi labdarúgó, jelenleg az Luton Town kapusa.

## Pályafutása klubjaiban

### Arsenal
2007 augusztusában került az Arsenal FC ifjúsági csapatához. 2009-ben megnyerte csapatával az angol ifjúsági labdarúgó kupát, és bajnokok lettek az angol akadémia ligában is.

### Southampton
2011 februárjában egy hónapra kölcsönbe adták a angol harmadosztályban szereplő Southampton csapatához, ugyanis kapusuk, Bartosz Białkowski sérülést szenvedett. Nyolc nappal később, miután az Arsenal kapusa is problémákkal küzdött, visszahívták a csapathoz, de játéklehetőséget nem kapott.

### Dagenham & Redbridge
A 2011–12-es szezonban kölcsönbe került a negyedosztályban szereplő Dagenham & Redbridge csapatához. Bemutatkozása a csapatban a Morecambe FC ellen történt meg, Christ Lewington kapust váltotta. James a mérkőzésen kapott egy sárga lapot, de a mérkőzést megnyerték 1–0-ra. 2011. december 5-én lejárt a kölcsönszerződése, és visszatért Londonba.

### Ismét az Arsenalban
A 2012–13-as szezonban visszahívták az Arsenalba, mert Wojciech Szczęsny és Łukasz Fabiański is sérült volt, és a Montpellier elleni BL-mérkőzésen a cserepadon ült. Ekkor kapta jelenlegi, 60-as mezszámát. Ezután több nemzetközi és hazai mérkőzésen is a keret tagja volt, de nem védett.

## A válogatottban
Shea eddig semelyik korosztályos angol válogatottban nem játszott, de lehetősége van arra is, hogy Írország színeiben szerepeljen. 2010 augusztusában az angol kerettel edzett, hogy meglegyen a létszám, amikor David Stockdale megsérült.

## Statisztikája
| Klub      | Szezon  | Liga | Liga  | Liga     | FA kupa | FA kupa | FA kupa  | Liga kupa | Liga kupa | Liga kupa | Európa | Európa | Európa   | Összesen | Összesen | Összesen |
| Klub      | Szezon  | Mérk | Gólok | Gólpassz | Mérk    | Gólok   | Gólpassz | Mérk      | Gólok     | Gólpassz  | Mérk   | Gólok  | Gólpassz | Mérk     | Gólok    | Gólpassz |
| --------- | ------- | ---- | ----- | -------- | ------- | ------- | -------- | --------- | --------- | --------- | ------ | ------ | -------- | -------- | -------- | -------- |
| Dag & Red | 2011–12 | 0    | 0     | 0        | 0       | 0       | 0        | 0         | 0         | 0         | 0      | 0      | 0        | 0        | 0        | 0        |

(2011. szeptember 24.)